# Becoming the Archetype
Becoming the Archetype ist eine Progressive-/Death-Metal-Band aus Atlanta, Georgia. Ihr Name ist durch eine Passage aus dem Buch 1. Buch Mose inspiriert.

## Geschichte
Die Band wurde 1999 unter dem Namen „Nonexistent Failure“ gegründet und benannte sich 2003 in „The Remnant“ um. Im selben Jahr nahm die Band ein Demo mit dem Titel Death, Destruction and Mayhem auf. Ein Jahr später veröffentlichte die Band ein selbstbetiteltes Album, wodurch das Musiklabel Solid State Records auf sie aufmerksam wurde und sie unter Vertrag nahm. Die Band gab sich jedoch ein neues Konzept und benannte sich 2004 in „Becoming the Archetype“ um, wodurch die Mitglieder ihre religiösen Überzeugungen nach außen kehren wollten. Weiter tourte die Band mit dem neuen Namen durch die ganzen Vereinigten Staaten und veröffentlichte Ende 2005 ihr erstes Album, Terminate Damnation, das vom dänischen Produzenten Tue Madsen gemastert wurde. Ihr Stil beinhaltet eine Mischung aus Death Metal, Metalcore und klassischen Elementen. Am 30. Juli 2006 teilte die Band auf ihrer Website mit, dass Gitarrist Sean Cunningham die Band verlassen wird, um seinen College-Abschluss zu machen. Danach will er sich einer Karriere außerhalb der Band widmen, wird aber laut BTA weiterhin für das eine oder andere musikalische Projekt der Band zur Verfügung stehen. Außerdem wurde bekanntgegeben, dass Alex Kenis, Gitarrist und Songwriter der Band Aletheian, Mitglied bei Becoming the Archetype wird. Das zweite Album der Band mit dem Titel The Physics of Fire ist 2007 erschienen. Das dritte Opus heißt Dichotomy, wurde von Devin Townsend produziert und ist am 22. November 2008 via Solid State Records erschienen. Das vierte Album Celestial Completion wurde am 29. März 2011 veröffentlicht. Thematisch handelt es vom Ende der Welt, aber nicht im Sinne der Apokalypse, sondern voller Hoffnung und Freude. Produziert wurde es von Matt Goldman, der schon mit anderen großen Band wie z. B. Underoath oder The Chariot zusammengearbeitet hat.

## Diskografie
- 2003: Death, Destruction and Mayhem (Demo, als The Remnant)
- 2004: The Remnant (Album, als The Remnant)
- 2005: Terminate Damnation (Album)
- 2007: The Physics of Fire (Album)
- 2008: Dichotomy (Album)
- 2009: Necrotizing Fasciitis (Single)
- 2011: Celestial Completion (Album)
- 2012: I Am (Album)
- 2022: Children of the Great Extinction (Album)